# Preci
Preci település Olaszországban, Umbria régióban, Perugia megyében. Lakosainak száma 681 fő (2023. január 1.). Preci Castelsantangelo sul Nera, Cerreto di Spoleto, Norcia, Visso és Poggiodomo községekkel határos.

## Népesség
A település lakossága az elmúlt években az alábbi módon változott:
| Lakosok száma | 716  | 704  | 681  |
|               | 2017 | 2018 | 2023 |